# Jacques Janse van Rensburg
Jacques Willem Janse van Rensburg (Springs, 6 september 1987) is een voormalig Zuid-Afrikaans wielrenner die jarenlang uitkwam voor Team Dimension Data. Ondanks dezelfde achternaam is hij geen familie van Reinardt Janse van Rensburg.
Janse van Rensburg werd in 2005 nationaal kampioen bij de junioren, in 2008 bij de beloften en in 2015 bij de elite.

## Belangrijkste overwinningen
2005
 Zuid-Afrikaans kampioen op de weg, Junioren
2008
 Zuid-Afrikaans kampioen op de weg, Beloften
Jongerenklassement Ronde van de Kaap
2012
2e etappe Ronde van Eritrea
Eindklassement Ronde van Eritrea
2014
1e etappe Mzansi Tour
Eindklassement Mzansi Tour
2015
 Zuid-Afrikaans kampioen op de weg, Elite

## Resultaten in voornaamste wedstrijden
| Jaar | Ronde van Italië | Ronde van Frankrijk | Ronde van Spanje |
| ---- | ---------------- | ------------------- | ---------------- |
| 2012 |                  |                     |                  |
| 2013 |                  |                     |                  |
| 2014 |                  |                     | 59e              |
| 2015 |                  | 51e                 |                  |
| 2016 |                  |                     | opgave           |
| 2017 | 36e              |                     | 82e              |
| 2018 | 78e              |                     |                  |
| 2019 |                  |                     |                  |

| Jaar | Amstel Gold Race | Luik-Bast.‑Luik | Ronde van Lombardije | Waalse Pijl |  | WK op de weg |  | Wereldranglijsten |
| ---- | ---------------- | --------------- | -------------------- | ----------- |  | ------------ |  | ----------------- |
| 2012 |                  |                 |                      |             |  | 118e         |  |                   |
| 2013 |                  |                 | opgave               |             |  |              |  |                   |
| 2014 |                  | opgave          |                      |             |  | opgave       |  |                   |
| 2015 | 129e             | 61e             |                      | 69e         |  |              |  |                   |
| 2016 |                  | 140e            |                      | opgave      |  |              |  |                   |
| 2017 | 48e              | 41e             | opgave               | 58e         |  |              |  | 252e (UWT)        |
| 2018 |                  | 79e             |                      |             |  | opgave       |  |                   |
| 2019 |                  | 100e            |                      | opgave      |  |              |  |                   |

## Ploegen
- 2006 –  Team Konica Minolta (tot 19-10)
- 2008 –  Team Neotel
- 2009 –  Trek-Marco Polo Cycling Team
- 2011 –  Burgos 2016-Castilla y León
- 2012 –  MTN Qhubeka
- 2013 –  MTN-Qhubeka
- 2014 –  MTN-Qhubeka
- 2015 –  MTN-Qhubeka
- 2016 –  Team Dimension Data
- 2017 –  Team Dimension Data
- 2018 –  Team Dimension Data
- 2019 –  Team Dimension Data